# 1864 en Italie
Chronologie de l'Italie
- 1860
- 1861
- 1862
- 1863
- 1864
- 1865
- 1866
- 1867
- 1868

Cette page concerne l'année 1864 du calendrier grégorien.
Chronologie de l'Europe

## Événements
- 21 février et 23 février : pluie de sable à Rome (observée par Caterina Scarpellini)[1].

- 5 au 10 août : pluie d'étoiles filantes à Rome observée par Caterina Scarpellini[2].

- 15 septembre : convention franco-italienne, signée à Paris entre la France et l'Italie (par le ministre des Affaires étrangères Visconti-Venosta), relative à l'évacuation de Rome par les troupes françaises et pour garantir l'existence de ce qui reste des États pontificaux. Florence devient capitale du royaume d'Italie[3].

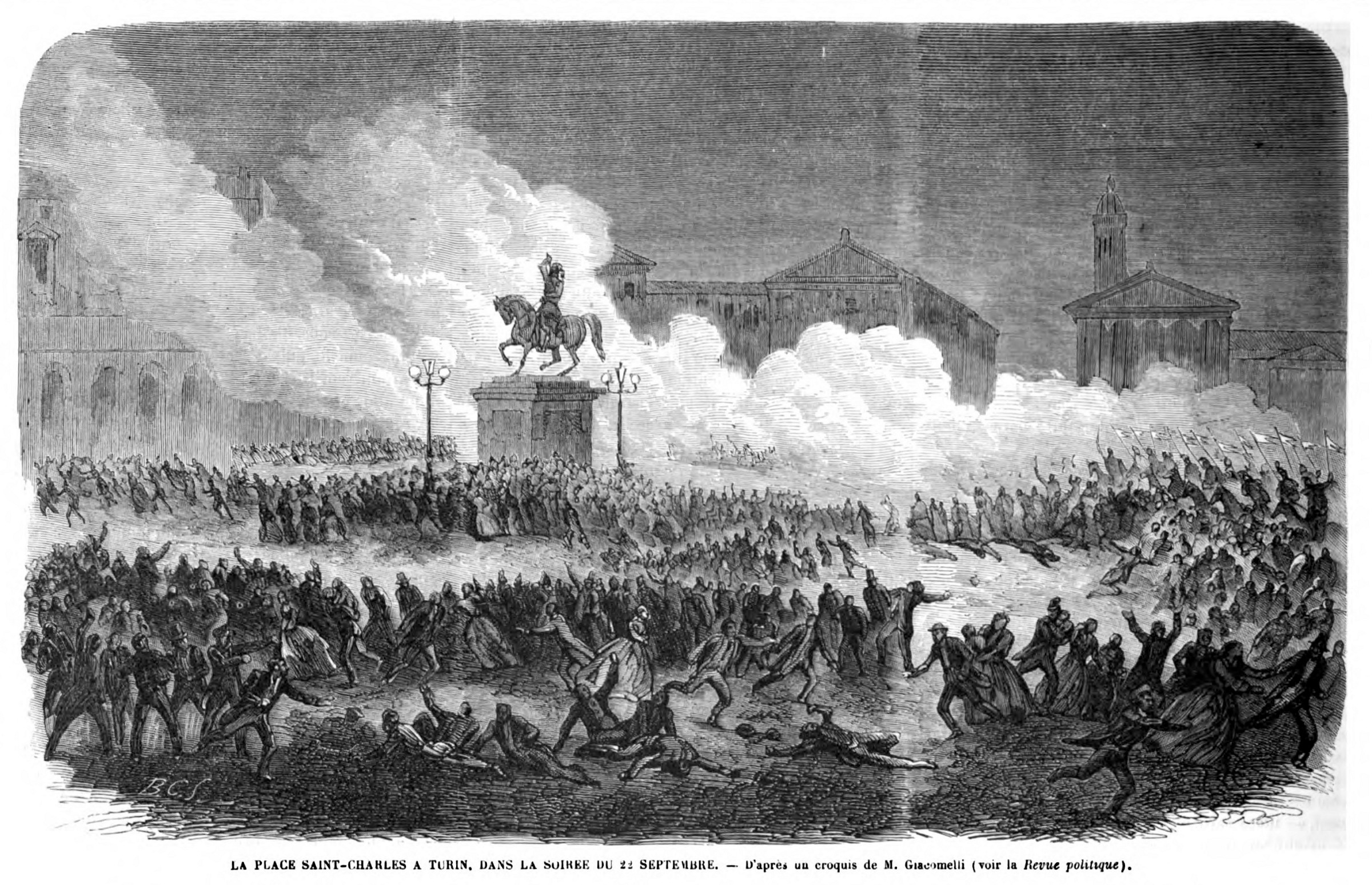
Affrontements sur la Piazza San Carlo à Turin le 22 septembre 1864.

- 21 -22 septembre : massacre de Turin, répression de manifestations populaires contre transfert de la capitale du royaume d'Italie à Florence[3].
- 28 septembre : La Marmora devient président du Conseil en Italie à la suite de la démission du gouvernement Minghetti et sa gestion des troubles de septembre[4].
- 8 décembre : publication de l'encyclique Quanta Cura et du Syllabus[5]. Le pape Pie IX condamne le libéralisme et la société moderne, inspirée par les principes des Lumières.
- 11 décembre : la loi qui transfère la capitale du Royaume d'Italie de Turin à Florence est promulguée[3]. Florence compte 116 000 habitants. Ils seront 146 000 en 1865 et 194 000 en 1870. Les nouveaux arrivants s’installent dans le centre de la ville après en avoir chassé les habitants vers des baraques de bois et de fer de la périphérie. Une vaste campagne de démolition s’ensuit, et on décide d’abattre les murs de la ville, construits entre 1284 et 1333[6].

- Construction du phare de Capo Sandalo en Sardaigne[7].

## Naissances en 1864
- 15 juillet : Rinaldo Piaggio, entrepreneur et un sénateur italien, créateur de la célèbre firme Piaggio. († 15 janvier 1938)
- 7 septembre : Giovanni Tebaldini, compositeur, musicologue, pédagogue, organiste et chef d'orchestre. († 11 mai 1952)

## Décès en 1864
- 23 janvier : Michele Puccini, 50 ans, compositeur de la période romantique, père de Giacomo Puccini (1858-1924). (° 27 novembre 1813)
- 13 mars : Ninco Nanco, brigand italien.
- 31 mars : Domenico Lucciardi, 67 ans, cardinal créé par le pape Pie IX, qui fut patriarche latin de Constantinople et évêque de Senigallia. († 9 décembre 1796)
- 25 juin : Raffaele Carelli, peintre de l'École du Pausilippe, connu pour ses peintures de paysage, ses scènes de genre et ses portraits. (° 25 septembre 1795).

- 30 août : Domenico Savelli, 71 ans, cardinal créé par le pape Pie IX, qui fut ministre de l'Intérieur des États pontificaux. (° 15 septembre 1792)